# Rainer König (Verkehrswissenschaftler)
Rainer König (* 3. Juni 1958 in Elgersburg) ist ein deutscher Verkehrswissenschaftler.
Er war von 2000 bis 2022 Professor für Bahnverkehr, öffentlicher Stadt- und Regionalverkehr an der Fakultät Verkehrswissenschaften „Friedrich List“ an der TU Dresden.

## Leben
Rainer König studierte von 1980 bis 1985 Transporttechnologie an der Hochschule für Verkehrswesen „Friedrich List“ in Dresden. Anschließend arbeitete er als wissenschaftlicher Assistent bis 1991 an der Hochschule, promovierte dort 1989 über das Thema „methodische Grundlagen für die Anpassung der wichtigsten Auslegungsdaten von Agrarflugzeugen an eine vorgegebene Aufgabenstellung“ und schloss 1990 eine Ausbildung der Hochschulpädagogik ab. Danach war er von 1991 bis 2000 als Berater im Logistik- und Managementbereich aktiv. 2000 wurde er zum Professor für Bahnverkehr, öffentlicher Stadt- und Regionalverkehr an der TU Dresden berufen. Er übernahm den Lehrstuhl von Siegfried Rüger, der im gleichen Jahr emeritiert worden war.

## Veröffentlichungen
- Methodische Grundlagen für die Anpassung der wichtigsten Auslegungsdaten von Agrarflugzeugen an eine vorgegebene Aufgabenstellung (Diss.), 1989;